# Tupolev Tu-204

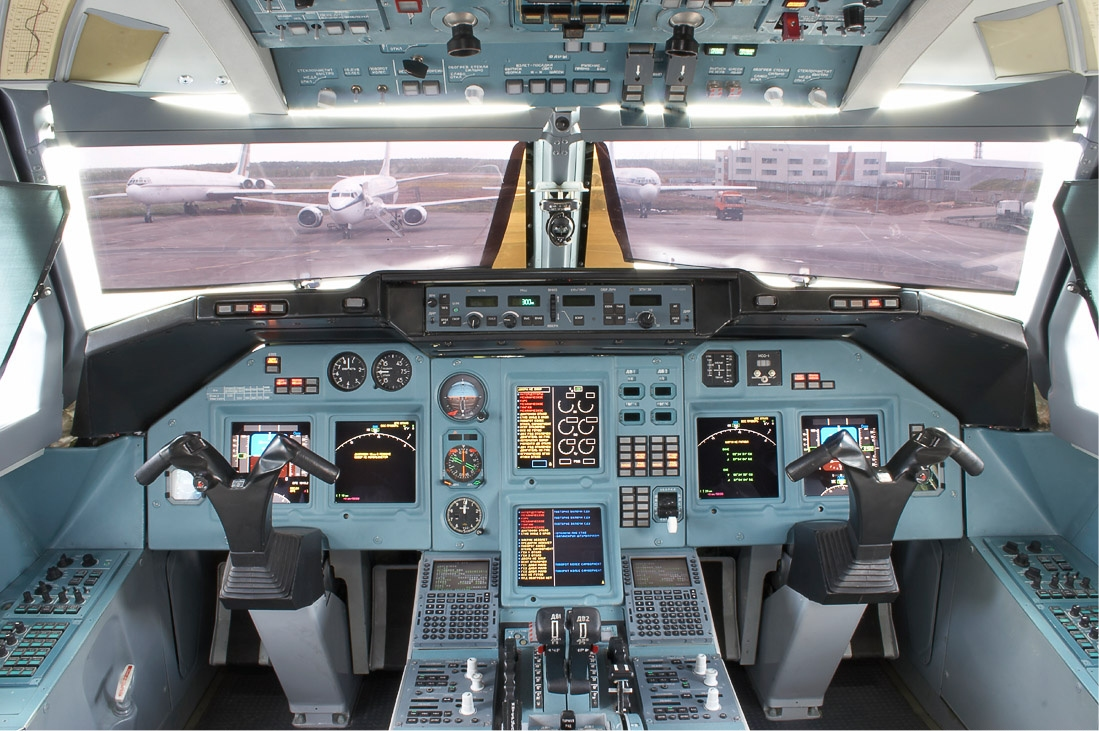
Il cockpit di un Tupolev Tu-214.

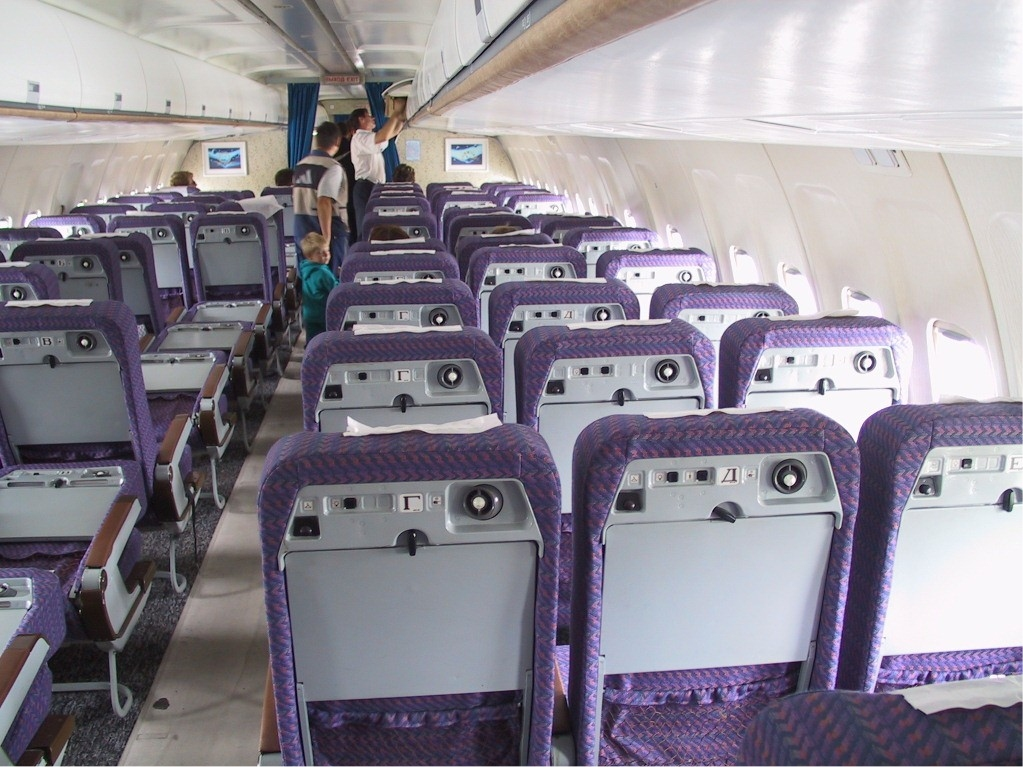
La classe economica del Tupolev Tu-204-100 della russa KrasAir.

Il Tupolev Tu-204 (in russo: Туполев Ту-204) è un aereo di linea bimotore a fusoliera stretta a medio-lungo raggio sovietico progettato negli anni ottanta.
La famiglia di aeroplani Tu-204 comprende diverse versioni: la versione originale Tu-204, due versioni "base" (Tupolev Tu-204-100 e Tupolev Tu-214 sia per il trasporto passeggeri che merci), una versione accorciata a medio raggio (Tupolev Tu-204-500), una versione accorciata a lungo raggio (Tu-204-300) e una versione rimotorizzata e rielaborata (Tupolev Tu-204SM), entrata in produzione di serie nel 2010.

## Sviluppo
All'inizio degli anni ottanta la compagnia aerea sovietica Aeroflot aveva bisogno di nuovi e moderni aerei di linea in grado di trasportare un numero maggiore di passeggeri e con migliori performance di quanto non fosse possibile con il Tupolev Tu-154.
Il primo volo del primo Tu-204 di serie avvenne il 2 gennaio 1989. L'aereo entrò in servizio nel dicembre 1994.

## Versioni

### Tu-204

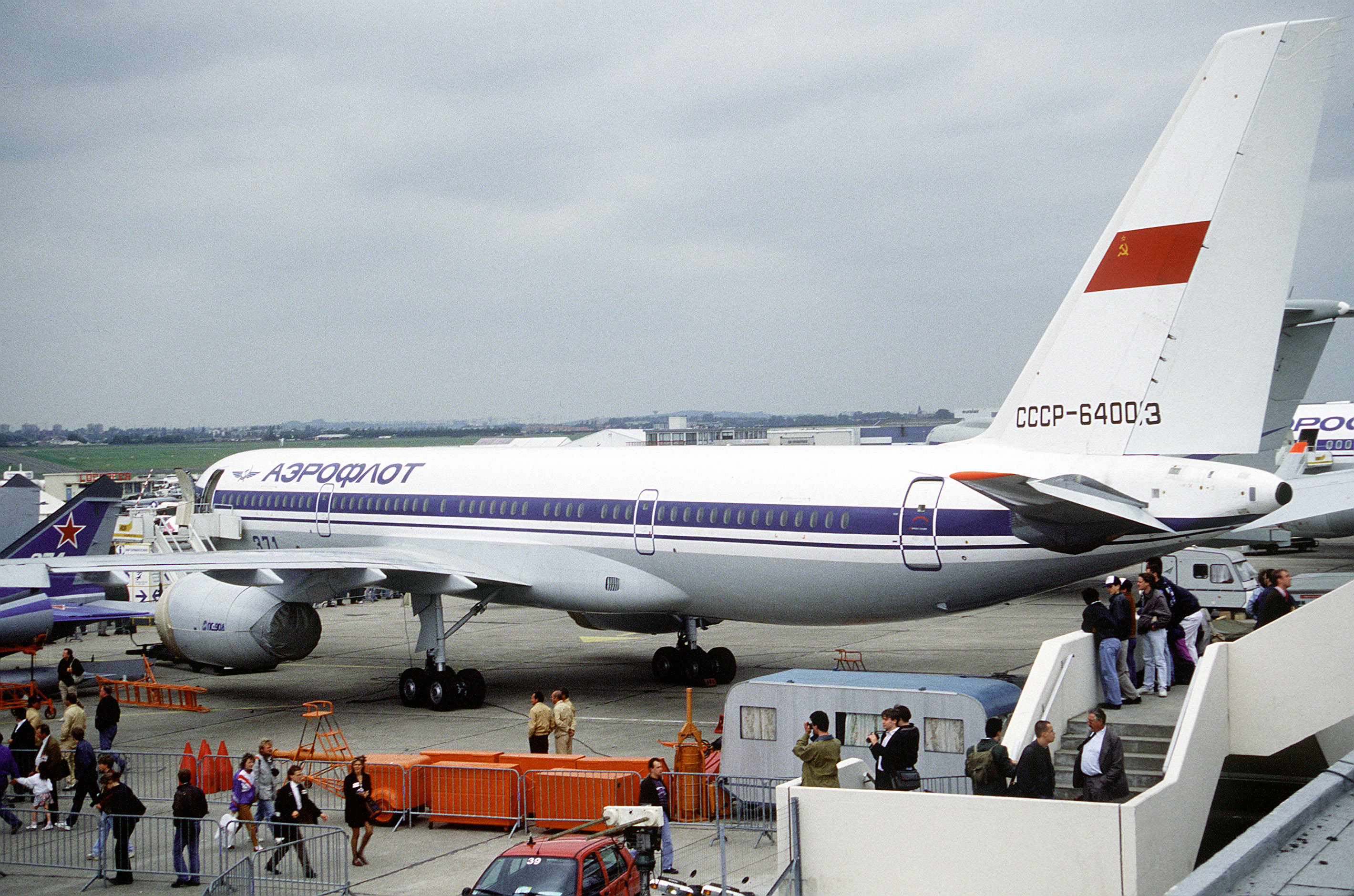
Tupolev Tu-204 nella livrea storica della russa Aeroflot

Versione originale del Tupolev Tu-204. Era un velivolo di nuova generazione con l'impiego di 18% di materiali compositi nella versione originale che effettuò il suo primo volo il 2 gennaio 1989.
Sono stati costruiti 4 prototipi del Tu-204. La certificazione del Tupolev Tu-204 fu conclusa nel dicembre del 1994. L'equipaggio del primo Tu-204 prevedeva 2 piloti e un ingegnere di bordo come il precedente Tupolev Tu-154. La capacità della classe economica era di 210 posti. Il raggio d'azione era di 3.700 km con 196 passeggeri a bordo. Il peso massimo al decollo era di 94.600 kg. La tangenza massima dell'aereo era di 12.600 m, la distanza necessaria per il decollo dell'aereo era di 1.550 m con una velocità di crociera di 850 km/h. Inoltre questo aereo fu il primo aereo passeggeri russo che poteva effettuare l'atterraggio automatico nelle condizioni meteorologiche di categoria IIIa dell'ICAO.

### Tu-204-100

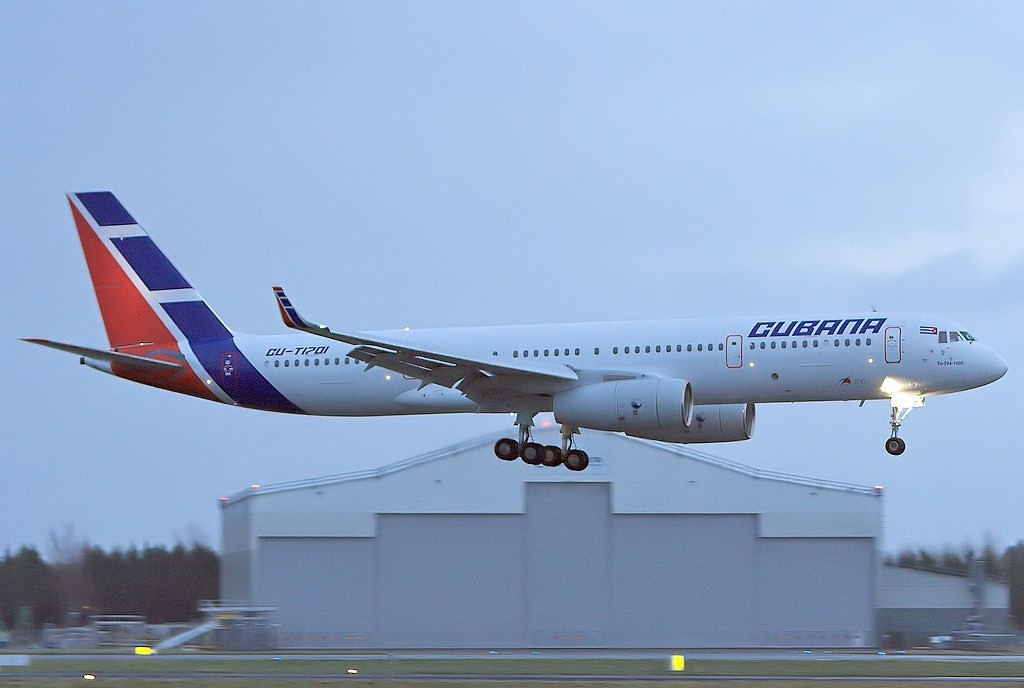
Tupolev Tu-204-100E nella livrea attuale della Cubana

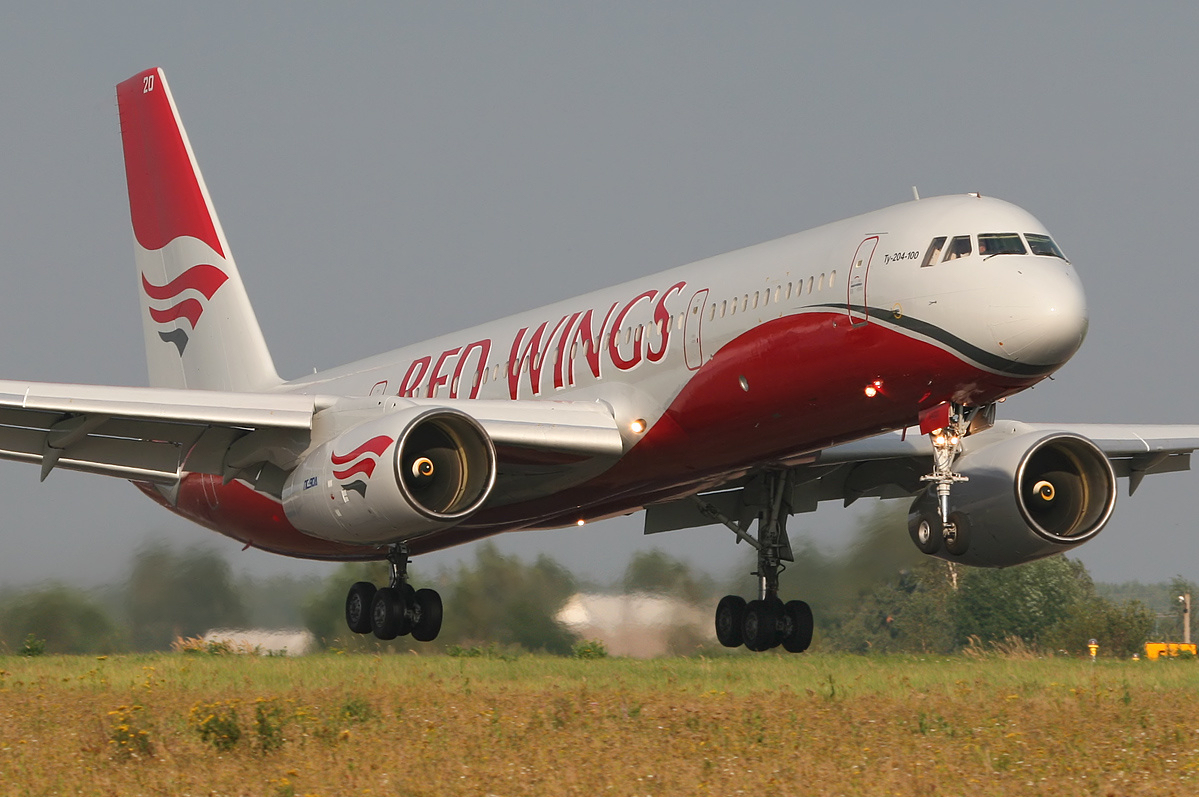
Tupolev Tu-204-100 nella livrea attuale della russa Red Wings Airlines

Il Tu-204-100 è una modifica del modello originale Tu-204, con il peso massimo al decollo aumentato fino a 103.000 kg. Il carico utile dell'aereo è di 25.200 kg per un raggio d'azione di 4.700 km. Il Tupolev Tu-204-100 fu certificato ed entrò in produzione di serie nel 1995. L'aereo montava di serie il TCAS ed il sistema di collegamento via radio satellitare SAT-906.
- Tu-204-100C: versione originale cargo.[5]
- Tu-204-100F: versione cargo senza finestrini rivisitata.
- Tu-204-120: versione originale con nuovi motori Rolls-Royce RB211-535E4. Il primo volo dell'aereo è stato effettuato il 14 agosto 1992. L'aereo è stato attrezzato con il complesso di avionica digitale russa EFIS. L'aereo entrò in produzione di serie nel 1997 a Ul'janovsk.[6]
- Tu-204-102: versione con avionica Rockwell Collins.
- Tu-204-120C: versione 204-120 cargo.

### Tu-204-200
Il Tupolev Tu 204-200 è un aereo di medio-lungo raggio con maggiore capacità di combustibile e il peso massimo al decollo di 110.750 kg. Il raggio d'azione dell'aereo è stato aumentato a 6.200 km con 210 passeggeri a bordo. Il modello entrò in produzione di serie nel 1996.

### Tu-204-300

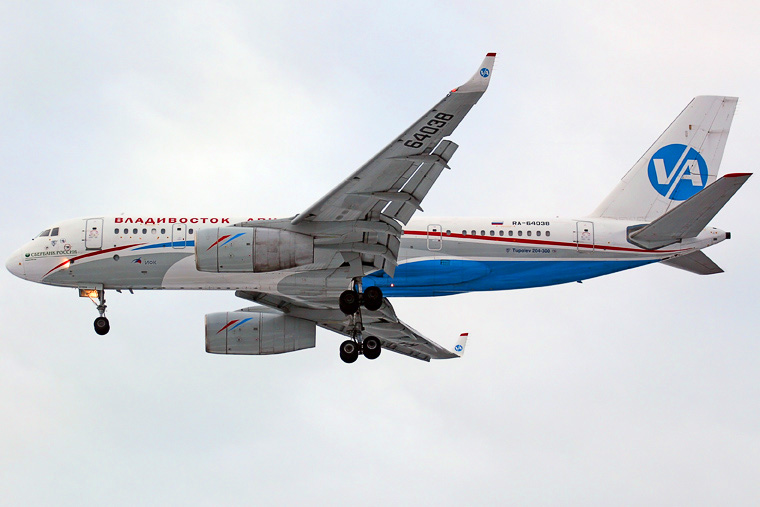
Tupolev Tu-204-300 nella livrea attuale della Vladivostok Avia

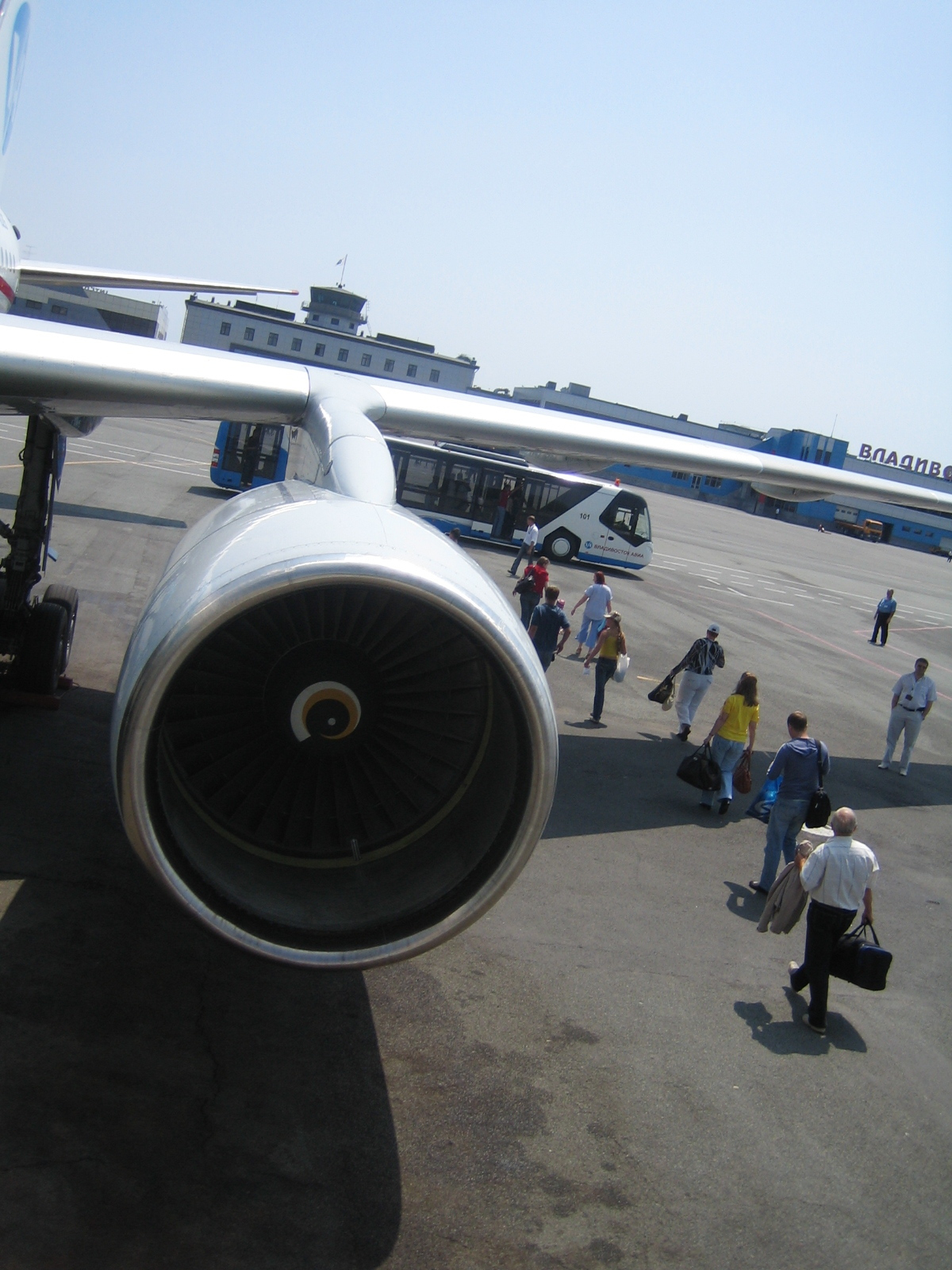
Aviadvigatel PS-90A montato sul Tupolev Tu-204-300 della russa Vladivostok Avia

- Tu-204-300: versione più corta del Tu-204 con nuovi motori Aviadvigatel PS90-A2 che permettono di aumentare il raggio d'azione fino a 9.300 km con 166 passeggeri a bordo.[8]
- Tu-204-300A: versione business jet per trasporto di 20 passeggeri sulla base del Tu-204-300 presentata a Mosca il 18 agosto 2009.[9][10] Il disegno degli interni dell'aereo è frutto del lavoro della britannica Priestman Goode. La versione VIP del Tu-204-300A permette di aumentare il raggio d'azione fino a 9.600 km.[11]
- Tu-204-300M: è la versione modernizzata al 30% del Tupolev Tu-204-300 in produzione.

#### Caratteristiche di serie del Tu-204-300M
- 134 passeggeri (classe economica) con 810 mm di distanza tra i sedili, 8 passeggeri (classe business) con 1050 mm di distanza tra i sedili.
- Alette d'estremità (winglets) destinate al Tu-204-300M per ridurre i consumi dell'aereo.
- Il nuovo sistema multimediale audio/video con pannelli LCD touch-screen e prese di corrente per i computer portatili nella classe business, monitor LCD ogni tre file nella classe economica con la trasmissione ai passeggeri dei parametri di volo, di posizione e della veduta dalla cabina del pilotaggio.
- Nuovo sistema d'aria condizionata e utilizzo di lampadine LED a basso consumo nell'abitacolo del velivolo.
- Aggiornamento dei sistemi di controllo del volo, dei sistemi di bordo (sistema idraulico, sistema di pilotaggio e di navigazione, sistema del controllo del carburante) e del sistema di gestione dei motori del velivolo.
- Registratori delle informazioni di volo basati su supporto digitale.
- Installazione delle attrezzature e modifica della cucina di bordo per un miglior servizio ai passeggeri.[12]

### Tu-204-500
Versione del Tu-204-300 modificata per i tragitti più corti, il modello è certificato secondo gli standard ETOPS.

### Tu-206
Versione sperimentale del Tu-204 a gas liquido.

### Tu-214

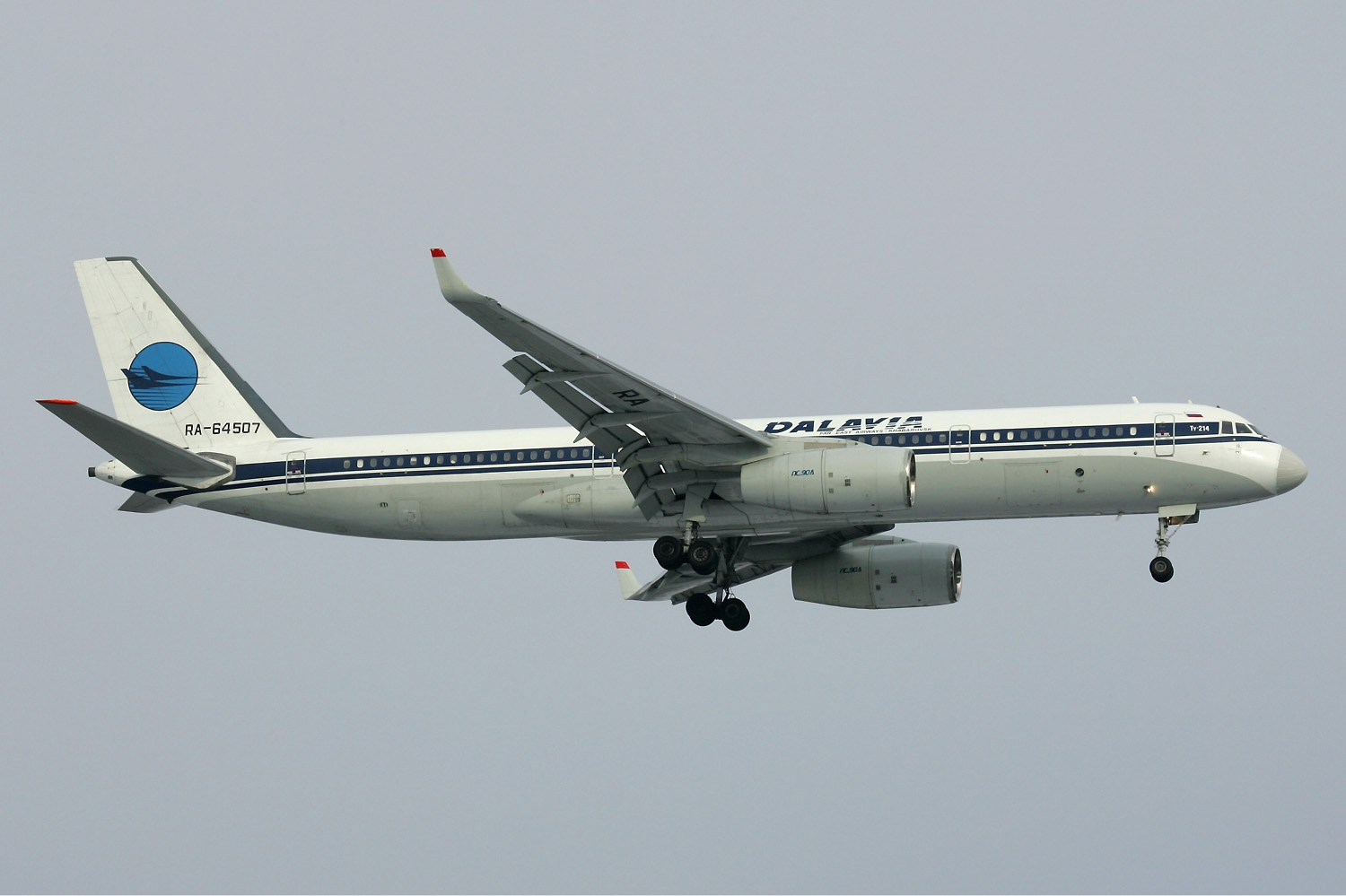
Tupolev Tu-214 nella livrea storica della russa Dalavia nel 2005

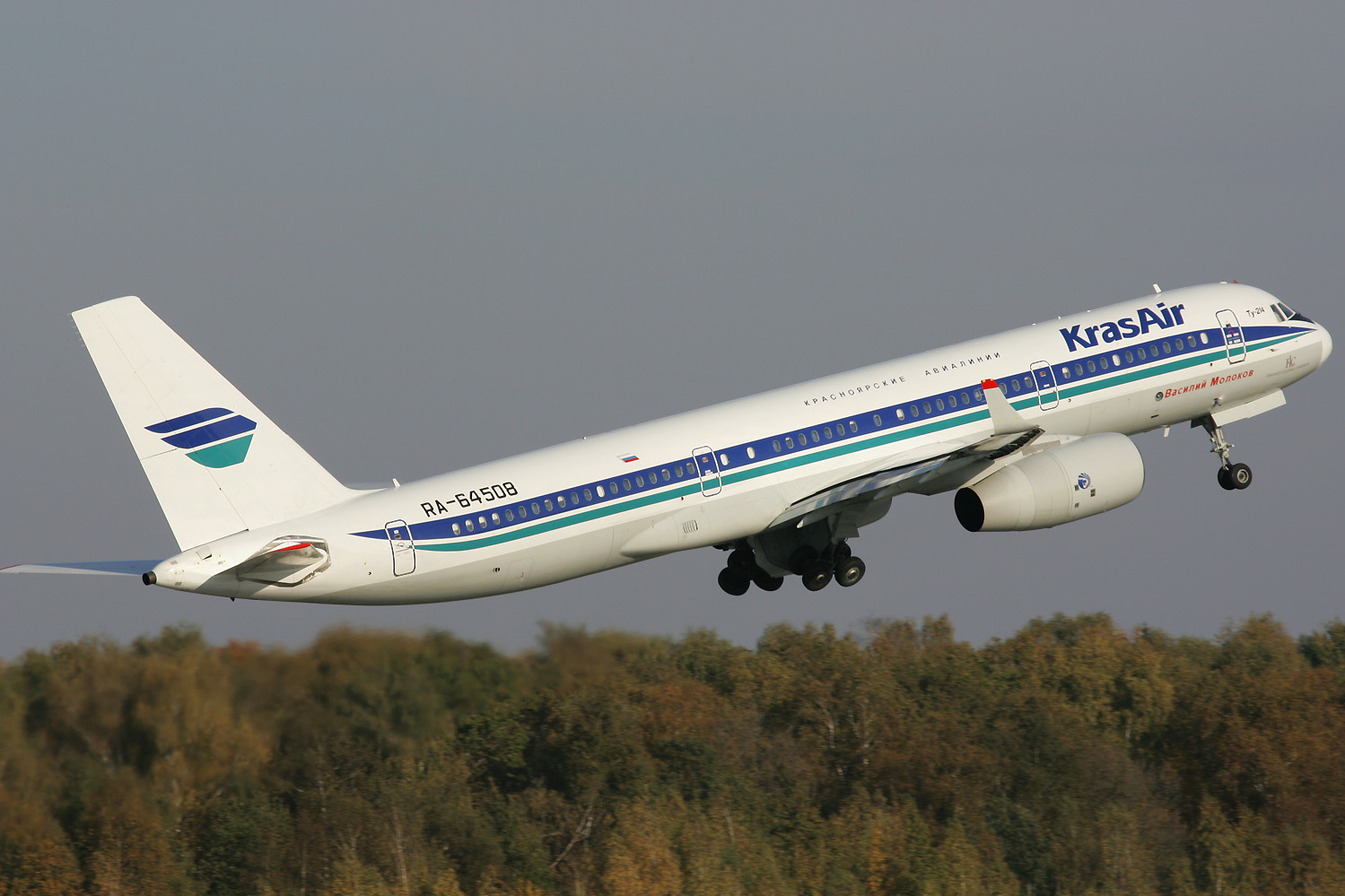
Tupolev Tu-214 nella livrea storica della russa KrasAir
"Vasilij Molokov"

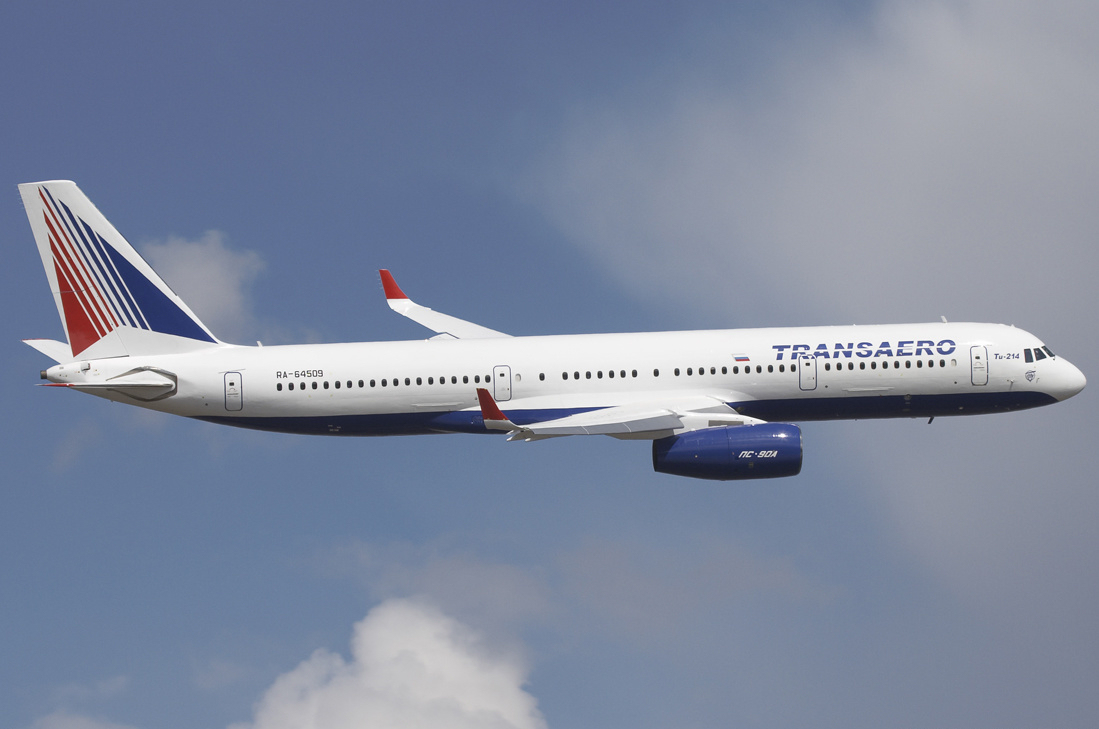
Tupolev Tu-214 nella livrea della russa Transaero Airlines

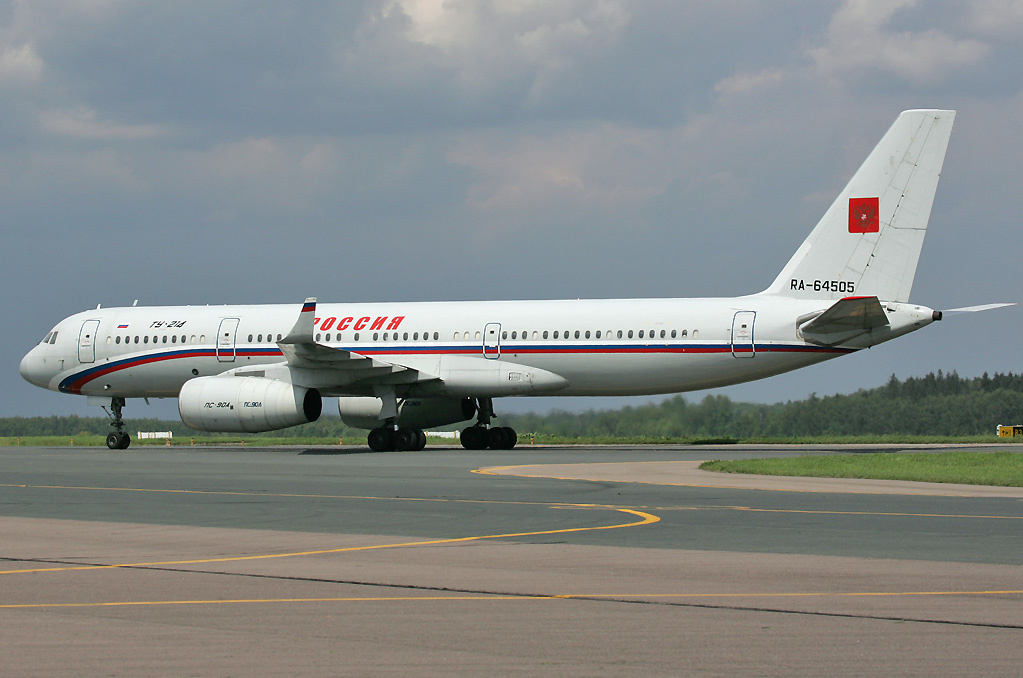
Tupolev Tu-214 nella livrea attuale della Rossija Airlines

- Tu-214: versione di Tupolev Tu-204-200 prodotta da un altro costruttore russo: la KAPO di Kazan', al posto di Aviastar-SP di Ul'janovsk. L'aereo ha tre porte ed un'uscita d'emergenza.
- Tu-214C: versione Tu-214 cargo.
  - Tu-214CP: versione speciale usato come aereo-ripetitore per il presidente della Russia[13].
- Тu-214PU (in russo: Ту-214ПУ): versione presidenziale dell'aereo, usata come posto di controllo.

Il 27 ottobre 2010 il presidente della Federazione Russa Dmitrij Anatol'evič Medvedev ha visitato il Tatarstan a bordo del nuovo Tupolev Tu-214PU arrivato nella flotta dell'Amministrazione del presidente nell'ottobre 2010. L'aereo è stato prodotto nella fabbrica d'aviazione civile di Kazan' KAPO in nome di S. P. Gorbunov.
- Тu-214SUS (in russo: Ту-214СУС): versione speciale, letteralmente aereo-nodo di comunicazione.
- Tu-216: versione sperimentale del Tu-214 a idrogeno.

### Tu-204SM

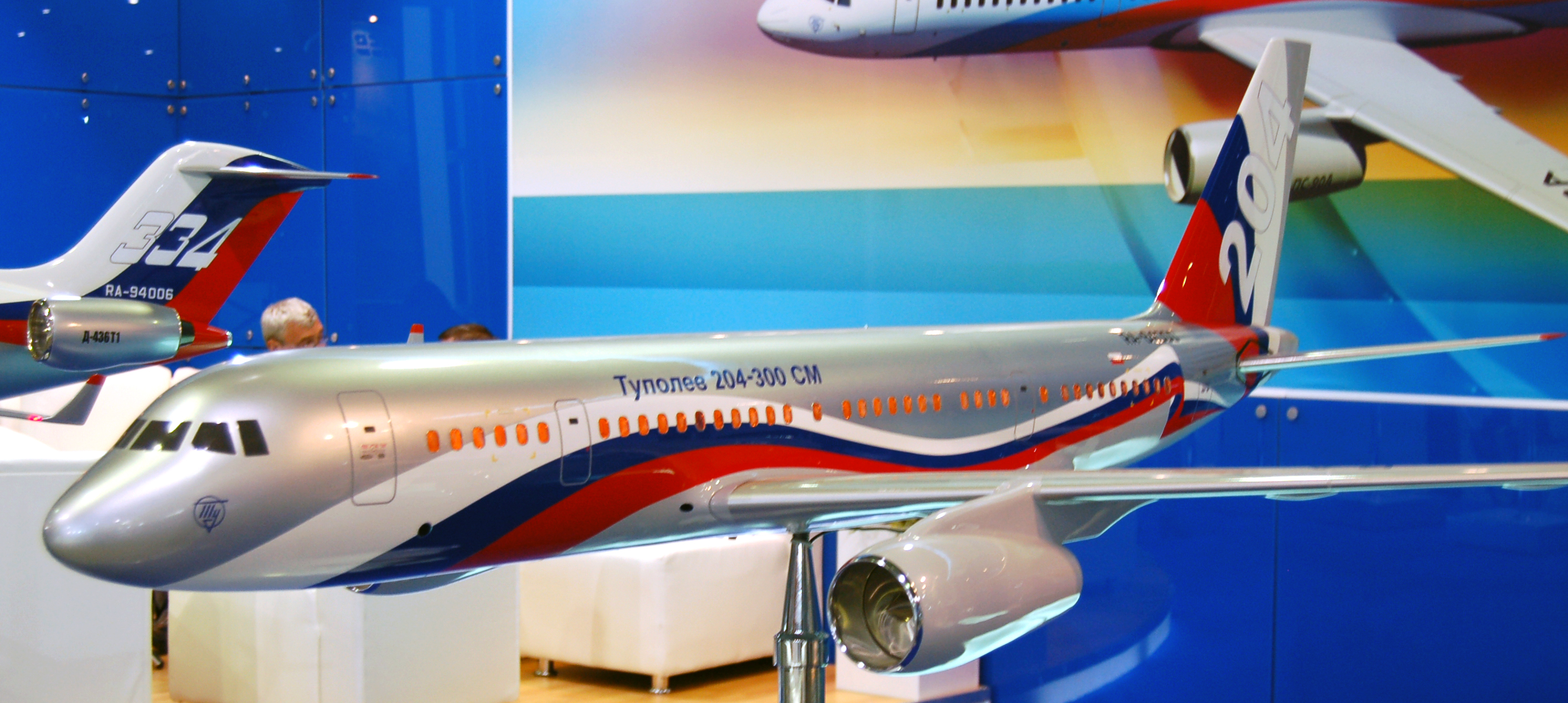
Modellino espositivo del Tupolev 204-300SM

L'OKB Tupolev ha progettato una variante dei modelli Tu-204/214, sviluppata a partire dal 2006 e subentrata in produzione sia nella KAPO di Kazan' sia all'Aviastar di Ul'janovsk nel 2011, fino alla fine della produzione pianificata nel 2016.
Le caratteristiche tecniche del Tu-204SM includono:
- Certificazione ETOPS-180;
- Propulsori Aviadvigatel PS-90A2, creati in collaborazione con la Pratt & Whitney, che offrono un consumo più basso ed una maggiore affidabilità;
- Nuova unità di potenza ausiliaria più leggera e più efficiente;
- Revamping con l'avionica della russa Aviapribor Holding Avionics, che permette di effettuare atterraggi secondo la categoria IIIa dell'ICAO;
- Rinnovamento delle apparecchiature di comunicazione di bordo;
- Sistema d'aria condizionata digitalizzato;
- Maggiore uso di materiali compositi e leghe alluminio-litio nella costruzione degli aerei.

Grazie alle nuove caratteristiche il peso a vuoto del velivolo è diminuito di 2.000 kg. L'azienda ha previsto di costruire circa 100 nuovi Tupolev Tu-204SM entro il 2016, con il primo esemplare della serie assemblato nel 2010.
Il Tupolev Tu-204SM dispone della nuova cabina passeggeri in tre classi: economica, business e VIP, con la possibilità di regolare il numero dei posti nella cabina economica e aggiungere accessori come lettori DVD, poltrone regolabili e nuove mensole per i bagagli a mano regolabili.
Il 17 ottobre 2009 l'aereo-laboratorio Tu-204 (RA-64048) con i nuovi propulsori Aviadvigatel PS-90A2 ha effettuato il suo primo volo. Il nuovo propulsore PS-90A2 è costruito secondo le regole americane FAR33 e le regole europee JAR33 ed inoltre soddisfa le regole ETOPS 180 per permettere l'estensione del periodo di diversione a 180 minuti.
Il 28 settembre 2010 alla sede di OKB Tupolev a Mosca venne comunicato che due prototipi degli aerei Tu-204SM erano stati realizzati dalla fabbrica Aviastar di Ul'janovsk ed erano pronti per il programma di certificazione del nuovo modello.
Tre launch customer del nuovo Tu-204SM sono stati nominati dalle compagnie finanziarie russe l'Ilyushin Finance&Co. e Sberbank-Leasing: Syrian Arab Airlines, Atlant-Sojuz (che ha firmato un contratto per 15 Tu-204SM nell'agosto 2009) e Iran Air (che ha ordinato 5 Tu-204SM con 25 in opzione).
Il 29 dicembre 2010 il nuovo Tupolev Tu-204SM (RA-64150), il primo aereo di serie assemblato dalla Aviastar di Ul'janovsk, ha effettuato con il successo il suo primo volo.
Il 28 gennaio 2011 sono stati certificati i propulsori Aviadvigatel PS-90A3, una versione modificata e migliorata dell'Aviadvigatel PS-90A2.
Il 2 febbraio 2011 la rivista britannica Flight International ha comunicato con riferimento ai dirigenti di alto livello di Ryanair che la compagnia aerea a basso costo irlandese sta negoziando con i produttori russi di aerei passeggeri per l'acquisizione di aerei a fusoliera stretta. Tra gli aerei con capacità fino a 199 posti la compagnia aerea ha preso in considerazione l'Irkut MS-21 ed il Tupolev Tu-204SM. I principali punti chiave che Ryanair sta negoziando sono un prezzo adeguato e soprattutto l'efficienza nei consumi che possono offrire questi aerei, motorizzati con le turboventole Aviadvigatel PS-90A3.

## Utilizzatori

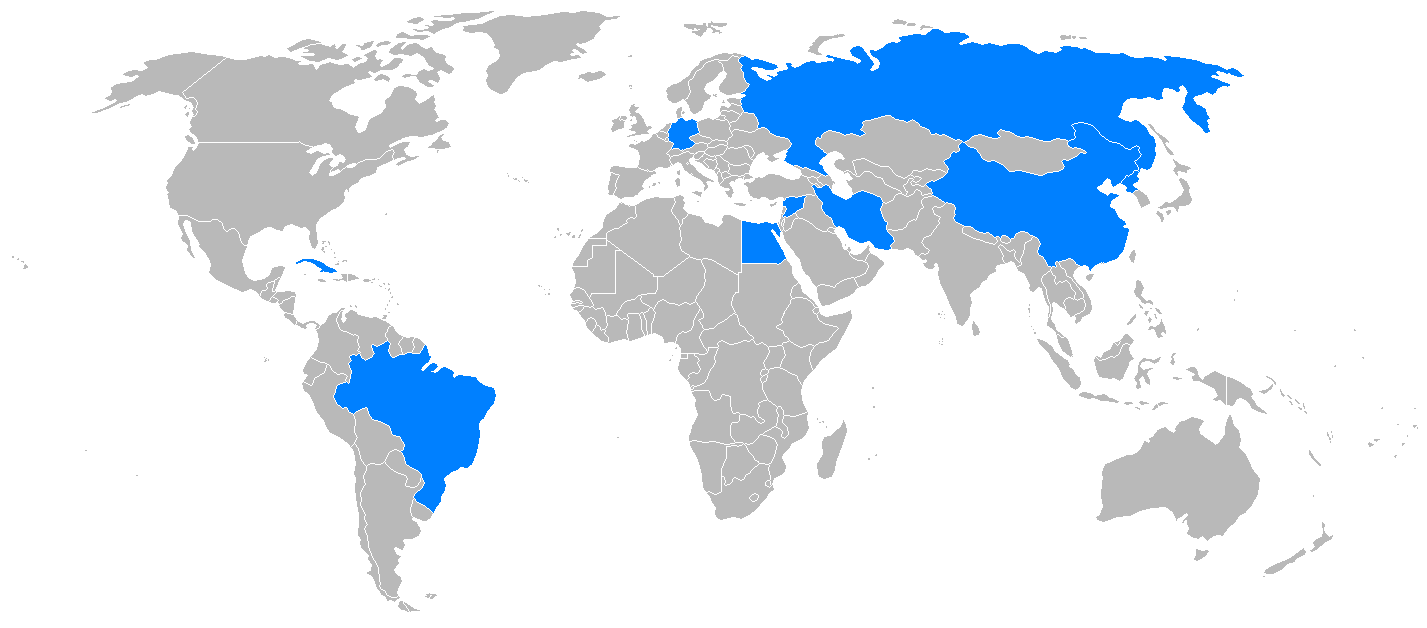
Utilizzatori di Tupolev Tu-204 nel mondo.

### Russia
- 223mo Distaccamento Aereo (2)
- Aerostars Airlines (3)
- Aviastar-Tu Airline (5)[24]
- Atlant-Sojuz (15 ordinati)
- Daghestan Airlines (2 ordinati)
- Kavminvodyavia (KMVavia) (2)
- Kosmos PO Aircompany (1)
- KrasAvia (2 ordinati)
- Moskovia Airlines (15 ordinati)
- Orenair (1)
- Red Wings Airlines (5 + 44 ordinati)[25]
- Rossija Airlines (10)
- S7 Airlines (15 ordinati)
- Transaero Airlines (3 + 7 ordinati)[26]
- Vladivostok Avia (6 + 2 ordinati)

Gli aerei Tupolev Tu-204/Tu-214 sono stati inoltre utilizzati dalle compagnie aeree russe Dalavia, Interavia Airlines, KAPO Avia, KrasAir e PAL Perm Airlines.

### Altri operatori
- Bismillah Airline (1 Tu-204C ordinato)
- NovoAir (1 Tu-204C ordinato)[27]
- TNT Air Cargo
- Boliviana de Aviación (3 ordinati)
- Air China Cargo (5 ordinati)
- China Eastern Airlines (2 ordinati)
- Air Koryo (1 Tu-204-300, 1 Tu-204-100B)
- Cubana (2 Tu-204-100E, 2 Tu-204CE + 2 Tu-204-300 ordinati)
- Cairo Aviation
- Sirocco Aerospace
- Blue Wings (5 ordinati)
- DHL Express[28]
- Iran Air Tours (30 ordinati)
- Iran Air (5 ordinati)
- Mahan Air
- Atlantic Airlines
- Syrian Arab Airlines (4 ordinati)
- Vector Aviation (1 Tu-204SM ordinato)
- Atlant-Hungary Airlines

### Militari
Russia
- Vozdušno-kosmičeskie sily

1 Tu-214ON e 1 Tu-214R da ricognizione elettronica, in servizio a tutto il 2017.
2 TU-214PU SBUS posto di comando volante, consegnati al giugno 2018.

## Aerei simili
- Airbus A320
- Airbus A321
- Boeing 757
- Embraer E-Jets
- Irkut MS-21